# Ponera sysphinctoides
Ponera sysphinctoides is een mierensoort uit de onderfamilie van de Ponerinae. De wetenschappelijke naam van de soort is voor het eerst geldig gepubliceerd in 1950 door Bernard.